# おじゃる丸
『おじゃる丸』（おじゃるまる、ローマ字表記：Ojarumaru）は、NHK Eテレにて1998年10月5日から放送されているテレビアニメ作品および同作の主人公の名前である。NHK初のデジタル制作アニメ。
2007年4月2日より完全ハイビジョン放送。NHKオリジナルアニメの第4作目（帯枠作品としては第2作目）で、この放送枠では『はりもぐハーリー』（1996年8月 - 1997年6月・全140話）以来のオリジナル。なお、2023年現在、NHK Eテレで放送されているテレビアニメとしては『忍たま乱太郎』（1993年4月 - 放送中）の次に古い作品である。

## 放送
当初は月曜日 - 金曜日の週5回放送。2009年10月5日から23日までの休止をはさんで、2009年10月26日から、月曜日 - 木曜日の週4回で再開。当初、金曜日は「休止」と発表されていたが、公式サイトなどは「月～木」に切り替わっている。2010年5月31日より月曜日 - 金曜日の週5回、2015年1月7日からは水曜日 - 金曜日の週3回になった。2022年4月4日からは月曜日 - 水曜日は新作、木曜日に過去シリーズが放送される。放送時刻はしばしば変更されており、2003年4月5日までと2022年4月4日からは朝の時間帯にも放送される。
原案者犬丸りんは2006年9月10日に死去したが、「今後も放送を続けてほしい」という要望がブログや掲示板などに多数寄せられ、以降も予定変更などはなく放送されることが決定した。第9シリーズ第86話 - 第88話は、原案者の死を惜しんで製作されたものである。
NHK Eテレ以外ではキッズステーションや各地のケーブルテレビにて過去シリーズのエピソードが放送されている。過去にはディズニー・チャンネルでも放送されていた。

### シリーズ
毎年度60話 - 90話の新作が制作され、これをシリーズとしてまとめる。新作の中断時・放送終了後は、過去のシリーズを再放送する。
話数はシリーズごとにリセットされ、毎シリーズごとに数える（ただし以下では必要に応じ通し話数を併用する）。
原則として、各シリーズの前半は4月上旬（3月下旬）から6月上旬（5月下旬）ごろ、後半は10月上旬（9月下旬）から12月上旬（11月下旬）ごろまで放送される。ただし、以下のシリーズは例外である。
- 第1シリーズ（第1話 - 第90話）：1998年10月5日から1999年2月9日まで、全90話を連続して放送した。
- 第2シリーズ（第91話 - 第180話）：前半50話と後半40話に分けて放送した。各々の放送開始時期は同じ。
- 第12シリーズ（第991話 - 第1080話）：後半は11月から。
- 第14シリーズ（第1171話 - 第1258話）：前半最終話は再放送時に放送された。
- 第15シリーズ（第1259話 - 第1348話）：前半最終週は再放送時に放送された。

| シリーズ | 通し話数    | 年            | 前半開始                | 前半終了                | 後半開始                | 後半終了                 | 新作期間中の休止                                                                             |
| -------- | ----------- | ------------- | ----------------------- | ----------------------- | ----------------------- | ------------------------ | -------------------------------------------------------------------------------------------- |
| 1        | 1 - 90      | 1998年-1999年 | 1998年10月5日（月曜日） | -                       | -                       | 1999年2月9日（火曜日）   | 1998年12月31日（木曜日） 1999年1月1日（金曜日）                                              |
| 2        | 91 - 180    | 1999年        | 1999年4月5日（月曜日）  | 1999年6月11日（金曜日） | 1999年10月4日（月曜日） | 1999年11月26日（金曜日） |                                                                                              |
| 3        | 181 - 270   | 2000年        | 2000年4月3日（月曜日）  | 2000年6月2日（金曜日）  | 2000年10月2日（月曜日） | 2000年12月1日（金曜日）  |                                                                                              |
| 4        | 271 - 360   | 2001年        | 2001年4月2日（月曜日）  | 2001年6月1日（金曜日）  | 2001年10月1日（月曜日） | 2001年11月30日（金曜日） |                                                                                              |
| 5        | 361 - 450   | 2002年        | 2002年4月1日（月曜日）  | 2002年5月31日（金曜日） | 2002年10月7日（月曜日） | 2002年12月6日（金曜日）  |                                                                                              |
| 6        | 451 - 540   | 2003年        | 2003年4月7日（月曜日）  | 2003年6月6日（金曜日）  | 2003年10月6日（月曜日） | 2003年12月8日（月曜日）  | 2003年10月13日（月曜日）                                                                     |
| 7        | 541 - 630   | 2004年        | 2004年4月5日（月曜日）  | 2004年6月4日（金曜日）  | 2004年10月4日（月曜日） | 2004年12月6日（月曜日）  | 2004年10月25日（月曜日）                                                                     |
| 8        | 631 - 720   | 2005年        | 2005年4月4日（月曜日）  | 2005年6月3日（金曜日）  | 2005年10月3日（月曜日） | 2005年12月2日（金曜日）  |                                                                                              |
| 9        | 721 - 810   | 2006年        | 2006年4月3日（月曜日）  | 2006年6月2日（金曜日）  | 2006年10月2日（月曜日） | 2006年12月4日（月曜日）  | 2006年10月9日（月曜日）                                                                      |
| 10       | 811 - 900   | 2007年        | 2007年4月2日（月曜日）  | 2007年6月5日（火曜日）  | 2007年10月1日（月曜日） | 2007年11月30日（金曜日） | 2007年5月4日（金曜日）                                                                       |
| 11       | 901 - 990   | 2008年        | 2008年3月31日（月曜日） | 2008年5月30日（金曜日） | 2008年10月6日（月曜日） | 2008年12月8日（月曜日）  | 2008年11月3日（月曜日）                                                                      |
| 12       | 991 - 1080  | 2009年-2010年 | 2009年3月30日（月曜日） | 2009年5月29日（金曜日） | 2009年11月3日（火曜日） | 2010年1月20日（水曜日）  | 2009年12月31日（木曜日）                                                                     |
| 13       | 1081 - 1170 | 2010年        | 2010年3月29日（月曜日） | 2010年6月11日（金曜日） | 2010年10月4日（月曜日） | 2010年12月6日（月曜日）  | 2010年3月31日（水曜日） 2010年12月1日（水曜日）                                              |
| 14       | 1171 - 1258 | 2011年        | 2011年3月28日（月曜日） | 2011年5月27日（金曜日） | 2011年10月3日（月曜日） | 2011年11月30日（水曜日） | 2011年4月11日（月曜日）                                                                      |
| 15       | 1259 - 1348 | 2012年        | 2012年4月2日（月曜日）  | 2012年5月25日（金曜日） | 2012年10月1日（月曜日） | 2012年11月30日（金曜日） |                                                                                              |
| 16       | 1349 - 1418 | 2013年        | 2013年4月1日（月曜日）  | 2013年5月24日（金曜日） | 2013年10月7日（月曜日） | 2013年11月15日（金曜日） |                                                                                              |
| 17       | 1419 - 1488 | 2014年        | 2014年4月1日（火曜日）  | 2014年5月19日（月曜日） | 2014年9月29日（月曜日） | 2014年11月7日（金曜日）  |                                                                                              |
| 18       | 1489 - 1551 | 2015年        | 2015年4月1日（水曜日）  | 2015年6月12日（金曜日） | 2015年10月7日（水曜日） | 2015年12月11日（金曜日） |                                                                                              |
| 19       | 1552 - 1617 | 2016年        | 2016年4月6日（水曜日）  | 2016年6月10日（金曜日） | 2016年10月5日（水曜日） | 2016年12月16日（金曜日） |                                                                                              |
| 20       | 1618 - 1677 | 2017年        | 2017年4月5日（水曜日）  | 2017年6月16日（金曜日） | 2017年10月4日（水曜日） | 2017年12月15日（金曜日） | 2017年5月3日（水曜日） 2017年5月4日（木曜日） 2017年5月5日（金曜日） 2017年11月3日（金曜日） |
| 21       | 1678 - 1737 | 2018年        | 2018年4月4日（水曜日）  | 2018年6月8日（金曜日）  | 2018年10月3日（水曜日） | 2018年12月7日（金曜日）  |                                                                                              |
| 22       | 1738 - 1797 | 2019年        | 2019年4月3日（水曜日）  | 2019年6月7日（金曜日）  | 2019年10月2日（水曜日） | 2019年12月6日（金曜日）  |                                                                                              |
| 23       | 1798 - 1857 | 2020年        | 2020年4月1日（水曜日）  | 2020年6月5日（金曜日）  | 2020年9月30日（水曜日） | 2020年12月4日（金曜日）  |                                                                                              |
| 24       | 1858 - 1917 | 2021年        | 2021年3月31日（水曜日） | 2021年6月4日（金曜日）  | 2021年9月29日（水曜日） | 2021年12月3日（金曜日）  |                                                                                              |
| 25       | 1918 - 1977 | 2022年        | 2022年4月4日（月曜日）  | 2022年6月8日（水曜日）  | 2022年10月3日（月曜日） | 2022年12月7日（水曜日）  |                                                                                              |
| 26       | 1978 - 2037 | 2023年        | 2023年4月3日（月曜日）  | 2023年6月7日（水曜日）  | 2023年10月2日（月曜日） | 2023年12月6日（水曜日）  |                                                                                              |
| 27       | 2038 - 2097 | 2024年        | 2024年4月1日（月曜日）  | 2024年6月5日（水曜日）  | 2024年9月30日（月曜日） | 2024年12月4日（水曜日）  |                                                                                              |
| 28       | 2098 -      | 2025年        | 2025年3月31日（月曜日） | 2025年6月4日（水曜日）  |                         |                          |                                                                                              |

おじゃる丸の声は、第3シリーズまで小西寛子が担当していたが、関連商品への音声使用を巡る所属事務所・NHKエンタープライズ間でのトラブルにより、事実上の解任という形で降板している。第4シリーズ以降は、それまで演じていた小野小町と兼任する形で西村ちなみが後任となり、現在に至る。
2009年4月10日放送分でレギュラー放送1000回を達成した。
第12シリーズ後半（第1036話 - 第1080話）から、週4回放送になっているため、放送期間が延びている。
なお、第3シリーズ（第181話 - 第270話）からは各話の初回放送日を公式サイトで確認できる。
第15シリーズ（第1259話 - 第1348話）は前半を40話まで放送してから再放送をし、2012年7月23日 - 7月27日の放送は、ロンドンオリンピックを題材にした話（ロンドン・ウィーク）を放送した。
第15シリーズ第76話（第1334話）、第77話（第1335話）は「おじゃる丸15th 忍たま乱太郎 20th 記念企画」としてコラボしている（但し、忍たま乱太郎の登場人物が出演したというわけではなく、子鬼トリオ達がパロディネタを披露した程度）。同じ放送日の忍たま乱太郎でも同じ企画が行われた。
第17シリーズ（第1419話 - 第1488話）は前半を35話まで放送してから再放送をし、2014年7月21日 - 7月25日の放送は、長編「まったり真夏の大ぼうけん 消えたおじゃる丸」を放送した。
第19シリーズ（第1552話 - 第1617話）は前半を30話まで放送してから再放送をし、2016年8月24日 - 8月27日の放送は、夏をテーマにした新作を放送した。
2023年5月23日放送分でレギュラー放送2000回を達成した。

### 放送時刻
2002年度までは朝7時台に放送され、夕方17時台に再放送されていた。2003年度から2021年度までは朝の放送は無く、夕方17時台または18時台の放送が本放送となった。正確な放送時刻は年度により微妙に異なる。
高校野球期間中は、野球中継が18時以降まで延長された場合は（ほとんどの日は延長となる）、休止。
2009年10月12日 - 23日は、人形劇『連続人形活劇 新・三銃士』放送のため、放送を休止。それ以降は新・三銃士終了まで毎週金曜日が休止となる。
2014年3月10日 - 21日と2015年1月5日 - 2022年3月29日の毎週月曜・火曜は、アニメ『わしも』放送のため、放送が休止。前者の期間は次番組の「忍たま乱太郎」もアニメ『ナンダカベロニカ』放送により休止となった。
1999年度 - 2005年度は、土曜日・日曜日のほぼ同じ時間に、以前のシリーズの再放送をしていた。2008年度からは、日曜日の17:50–18:00に再放送をするようになった。
2009年3月31日より、毎週火曜 - 金曜の19:50 - 20:00に、BSハイビジョンでも過去のシリーズの再放送をすることになった。
2022年度からは19年ぶりに朝の放送が復活し、夕方の放送時間が17:00 - 17:10に変更された。月曜日 - 水曜日の週3回は新作、毎週木曜日は過去シリーズの再放送という編成になり、朝の放送時間も7時台から6:40 - 6:50に変更される。
2025年度からは朝の放送時間が6:40 - 6:50から8:25 - 8:35に変更され夕方の放送がなくなった。

#### 変遷
| 期間       | 期間       | 放送時間（日本時間）              | 放送時間（日本時間）              | 放送時間（日本時間）              | 放送時間（日本時間）              | 放送時間（日本時間）              | 放送時間（日本時間） | 放送時間（日本時間）                             |
| 期間       | 期間       | 月曜                              | 火曜                              | 水曜                              | 木曜                              | 金曜                              | 土曜                 | 日曜                                             |
| ---------- | ---------- | --------------------------------- | --------------------------------- | --------------------------------- | --------------------------------- | --------------------------------- | -------------------- | ------------------------------------------------ |
| 1998.10.05 | 1999.04.02 | 07:40 - 07:50 / [再]17:25 - 17:35 | 07:40 - 07:50 / [再]17:25 - 17:35 | 07:40 - 07:50 / [再]17:25 - 17:35 | 07:40 - 07:50 / [再]17:25 - 17:35 | 07:40 - 07:50 / [再]17:25 - 17:35 | （放送なし）         | （放送なし）                                     |
| 1999.04.05 | 2000.04.01 | 07:46 - 07:56 / [再]17:31 - 17:41 | 07:46 - 07:56 / [再]17:31 - 17:41 | 07:46 - 07:56 / [再]17:31 - 17:41 | 07:46 - 07:56 / [再]17:31 - 17:41 | 07:46 - 07:56 / [再]17:31 - 17:41 | [再]17:30 - 17:40    | （放送なし）                                     |
| 2000.04.03 | 2001.03.31 | 07:46 - 07:56 / [再]17:30 - 17:40 | 07:46 - 07:56 / [再]17:30 - 17:40 | 07:46 - 07:56 / [再]17:30 - 17:40 | 07:46 - 07:56 / [再]17:30 - 17:40 | 07:46 - 07:56 / [再]17:30 - 17:40 | （内包番組）         | （放送なし）                                     |
| 2001.04.02 | 2003.04.05 | 07:46 - 07:56 / [再]17:30 - 17:40 | 07:46 - 07:56 / [再]17:30 - 17:40 | 07:46 - 07:56 / [再]17:30 - 17:40 | 07:46 - 07:56 / [再]17:30 - 17:40 | 07:46 - 07:56 / [再]17:30 - 17:40 | [再]17:50 - 18:00    | （放送なし）                                     |
| 2003.04.07 | 2004.04.03 | 17:50 - 18:00                     | 17:50 - 18:00                     | 17:50 - 18:00                     | 17:50 - 18:00                     | 17:50 - 18:00                     | [再]17:50 - 18:00    | （放送なし）                                     |
| 2004.04.05 | 2005.04.02 | 18:00 - 18:10                     | 18:00 - 18:10                     | 18:00 - 18:10                     | 18:00 - 18:10                     | 18:00 - 18:10                     | [再]17:50 - 18:00    | （放送なし）                                     |
| 2005.04.04 | 2006.04.02 | 18:00 - 18:10                     | 18:00 - 18:10                     | 18:00 - 18:10                     | 18:00 - 18:10                     | 18:00 - 18:10                     | （放送なし）         | [再]17:50 - 18:00                                |
| 2006.04.03 | 2007.03.30 | 17:50 - 18:00                     | 17:50 - 18:00                     | 17:50 - 18:00                     | 17:50 - 18:00                     | 17:50 - 18:00                     | （放送なし）         | （放送なし）                                     |
| 2007.04.02 | 2008.03.27 | 18:00 - 18:10                     | 18:00 - 18:10                     | 18:00 - 18:10                     | 18:00 - 18:10                     | 18:00 - 18:10                     | （放送なし）         | （放送なし）                                     |
| 2008.03.31 | 2010.03.28 | 18:00 - 18:10                     | 18:00 - 18:10                     | 18:00 - 18:10                     | 18:00 - 18:10                     | 18:00 - 18:10                     | （放送なし）         | [再]17:50 - 18:00（平日放送分の中から1本再放送） |
| 2010.03.29 | 2010.05.30 | 18:00 - 18:10                     | 18:00 - 18:10                     | 18:00 - 18:10                     | 18:00 - 18:10                     | （放送なし）                      | （放送なし）         | （放送なし）                                     |
| 2010.05.31 | 2015.01.14 | 18:00 - 18:10                     | 18:00 - 18:10                     | 18:00 - 18:10                     | 18:00 - 18:10                     | 18:00 - 18:10                     | （放送なし）         | （放送なし）                                     |
| 2015.01.15 | 2022.04.01 | （放送なし）                      | （放送なし）                      | 18:00 - 18:10                     | 18:00 - 18:10                     | 18:00 - 18:10                     | （放送なし）         | （放送なし）                                     |
| 2022.04.04 | 2025.03.28 | 06:40 - 06:50 / 17:00 - 17:10     | 06:40 - 06:50 / 17:00 - 17:10     | 06:40 - 06:50 / 17:00 - 17:10     | 06:40 - 06:50 / 17:00 - 17:10     | （放送なし）                      | （放送なし）         | （放送なし）                                     |
| 2025.03.31 |            | 08:25 - 08:35                     | 08:25 - 08:35                     | 08:25 - 08:35                     | 08:25 - 08:35                     | （放送なし）                      | （放送なし）         | （放送なし）                                     |

放送枠の変遷
- 1998年10月5日 - 2007年3月30日：『母と子のテレビタイム』（1990年 - 1999年）→『あつまれ!わんパーク』（1999年 - 2010年）内の10分アニメ
- 2004年4月5日 - 2006年3月31日：『ティーンズゾーン』（1999年 - 現在）内の10分アニメ
- 2007年4月2日 - 現在：『ティーンズゾーン』（1999年 - 現在）内の10分アニメ
- 2008年4月6日 - 2011年3月27日：『あつまれ!わんパーク』（1999年 - 2010年）→『Eテレキッズ』（2010年 - 現在）内の10分アニメ

### フォーマット
2007年4月2日から地上デジタル放送ではハイビジョンでの放送になったが、実際には2002年に制作された第5シリーズからハイビジョンで制作されており、2007年3月まではサイドカットで放送されていた。
地上アナログ放送では多少左右を切った上、上下に少し黒枠を加えている（14:9レターボックス。2010年度より16:9）。その後、字幕放送を開始（おじゃる丸のセリフは黄色、それ以外のキャラクターのセリフは白で表示される）。字幕は基本的に小学3年生以下で習う漢字は漢字表記（振り仮名付きの場合あり）で、小学4年生以上で習う漢字はひらがなで表記される。
第7シリーズまではクレジットの制作・著作の「NHK」には文字のみのロゴが使われており、エンディング曲が終了する直前に表示される「おわり」の下に「制作・著作」が小さく表記（「おわり 制作・著作/NHK」表記）されていたが、第8シリーズからは前者の「NHK」の表記が本作のクレジットフォントに変更され、おわりの下の「制作・著作」表記もされなくなった（「おわり/NHK」表記）。第23シリーズ（2020年4月以降）からは、終了時に「おわり」の下に表示される「NHK」表記がたまごロゴの使用を停止したことに伴い、NHKのロゴ表記が文字のみのロゴに変更された（ただし、変更後も第23シリーズの後半の再放送では従来のたまご図形を用いたロゴが使用されていた）。なお、その翌年度の第24シリーズは「おわり/NHK」の表示は廃止された。

## 内容
基本的に1話（10分）完結で、まれに続き物もある。

### あらすじ
現代の月光町に、千年前（平安時代）のヘイアンチョウ妖精界の貴族の子で、自称やんごとなき雅なお子様、おじゃる丸がやってきた。おじゃる丸は月光町の男の子カズマの家に居候を始める。
また、ひょんなことからおじゃる丸が持って来てしまったエンマ大王のシャク（笏）を取り返すために、エンマ大王の子分の子鬼トリオ（アオベエ、アカネ、キスケ）がやって来て、月光町は今日も愉快な騒動が起こる。

### 番外編的ストーリー
まれに、おじゃる丸のキャラクターを使用した昔話や童話のパロディ（例えば、「デカブ（大きなかぶ）」「おじゃカニ合戦（さるかに合戦）」「おじゃずきん（赤ずきん）」「おじゃデレラ（シンデレラ）」「おじゃ休さん（一休さん）」「おじゃごくう（孫悟空）」、「おじゃ島太郎（浦島太郎）」。また、「おじゃる様」のように「水戸黄門」がベースとなっている話など、様々な話がある）が、放送される。昔話のパロディが、第9シリーズ第18話（第738話）から、毎週水曜日に一時期放送されていた。
昔話のパロディ以外にも、「刑事おじゃるンボ（刑事コロンボ）」や、「ソナタの冬（冬のソナタ）」「宇宙家族田村さん（宇宙家族ロビンソン）」といった外国のテレビドラマのパロディもあった。タイトルが何かのパロディになっているものには、「オコ坊・ニコ坊天気予報（ヤン坊マー坊天気予報）」「今そこにある金（今そこにある危機）」「ウシの惑星（猿の惑星）」「牛車でモー（電車でGO!）」「やっぱりカズマは犬がダメ（やっぱり猫が好き）」「テニスのおじゃる様（テニスの王子様）」「冷徹斎の弟子 ケンさん（史上最強の弟子ケンイチ）」「貧ちゃん ちっちゃいものクラブやめるってよ（桐島、部活やめるってよ）」「おじゃるウォッチ（妖怪ウォッチ）」「百人☆一首☆王（遊☆戯☆王）」「公の名は（君の名は。）」「北斗のケン（北斗の拳）」「進撃のマロ（進撃の巨人）」「マコマコ7（007）」「オレの妹がこんなにフラフラなわけがない（俺の妹がこんなに可愛いわけがない）」「どっきーん じじらずラブ（おっさんずラブ）」「ゴー・トゥ・ザ ちょっとだけ昔の月光町（バック・トゥ・ザ・フューチャー）」「28日の金曜日（13日の金曜日）」があり、NHKの番組のパロディには「川上さんNEO（サラリーマンNEO）」「愛ちゃんのプロジェクトP（プロジェクトX）」「ぐーたらんぴんぐ（ぐ〜チョコランタン）」がある。また、芸能人のネタのパロディ例として、「時をもどそう大作戦（ぺこぱ）」がある。これらパロディ作品には第20シリーズまで小華和ためおがほぼ毎回参加していた。

### 月光町の建物と場所
坂田マンション（さかたマンション）
月光町一大きい建物。14階建てで、7階部分に田村家や坂ノ上おじゃる丸が住んでいるマンション。オーナーは金ちゃんの父親で、屋上に金ちゃん達坂田家の広大な邸宅がある。
満願神社（まんがんじんじゃ）
ボロボロでさびれている古い神社。貧乏神の貧ちゃんが住み着いたため、ボロボロになった。オコリン坊とニコリン坊と貧ちゃんが住んでいる。人がほとんど来ないため、賽銭が集まらない。月光町ちっちゃいものクラブの会合場所でもある。一度、嵐で倒壊したが、貧ちゃんの『神通力』でボロボロの姿のまま復旧した。
スーパー橋本屋（スーパーはしもとや）
田村愛（田村カズマの母親）がパートタイマー勤務しているスーパーマーケット。時々、店の前で押野一手（おしの いって）が腹話術人形の「うるお（ウッくん）」と一緒に『実演販売』を行うこともある。
KOMACHIヘアーサロン（こまちヘアーサロン）
小町ちゃんの父親が経営するヘアーサロン。
ひらきや
カンブツさんが経営する乾物店。
月光タワー（げっこうタワー）
月光町の小高い丘にあるタワー。最上部にアンテナらしきものがあり（用途は不明）、月光町の観光名所である。かなり遠い所に建築されているのか、坂ノ上おじゃる丸たちは辿り着けたことはない（唯一たどり着けたのは、貧乏神のみ。ただし、たどり着いた描写はない）。
月光小学校（げっこうしょうがっこう）
田村カズマや金ちゃん、小町ちゃんら月光町の子供たちが通う小学校。田村カズマたちの担任の『本田一直（ほんだいっちょく）』の職場でもある。
月夜ヶ池
ツッキーという謎の生き物が住んでいる池。満月の夜、水面に月がうつったところを満月ロードといい、この満月ロードを利用して、未来や過去に行ける。坂ノ上おじゃる丸は、この満月ロードを使用して、現代にやって来た。ヘイアンチョウ側のエンマ界にある切り株型のナミダ岩に繋がっている。月夜ヶ池は1000年前は坂ノ上おじゃる丸の住む屋敷の庭の池であった。
マリー屋敷
昔金持ちだったマリーが住んでいる屋敷。離れのアパートがある。
マリー屋敷の離れのアパート
その名の通り、マリー屋敷の離れのアパート。館長さん、ケンさん、うすいさちよ、乙女先生が下宿している。ドアの色は基本的に緑だが、館長さんの部屋のドアの色は紫、乙女先生の部屋のドアの色はピンクになっている。
骨董タナカヨシコの店
タナカヨシコが経営する骨董店。客は少ないが、ワラシが居候していたときは繁盛していた。地下倉庫がある。店の裏には小高い丘に柿の木が生えている丘があるが普段はそのような場所はない。
魔法の道具（空飛ぶほうき、1種類しか魔法が使えないステッキ、魔女の衣装）を扱っており、10年に一度、時間限定で使える。少なくとも5セットある。
トミーのログハウス
トミーの住むログハウス。庭には月光草の畑と小鬼たちの住むテントがある。
ジャズ喫茶一服
トミーの友人・マイクこと茶畑一服がマスターを務める喫茶店。彼こだわりのコーヒーがメインだが、坂ノ上おじゃる丸のような子供向けにホットミルクも置かれている。電ボ三十郎や公ちゃんなどの体が極小の客には、小さいミルクピッチャーで出してくれる。月光町民憩いの場。メニューのきまぐれコーヒーは、その日の気分で豆を選んでいる。
月光湯
トミーの友人・ピーターが経営する銭湯。
手まわし寿司→まわる寿司
田村一家が食べに行った回転寿司の店。動力源はトミーが作ったからくりで出来ており、ケンさんらアルバイトを雇ってまわしてもらったり、公ちゃんが滑車を回す動力源を利用したりしている。
月光が原
子鬼トリオから果たし状を受け取り戦った場所。
いなか庵
きーちゃん（人間に化けたキツネ）とたっちゃん（人間に化けたタヌキ）が経営するうどんと蕎麦の店。

### 月光町のイベント
フラワーデイ
月光町で誰かに花を送る日。田村カズマはパパとママに花を贈ることにした。カズマが花屋に行ったとき、花屋のバイトをしているケンに出会う。マリーさんもやってきたが、ささいなことでマリーさんはケンとケンカになる。
月光町をせんでんする大使をえらぶコンテスト
ある日、月光町をせんでんする大使をえらぶコンテストが開かれることになった。そのコンテストで女の子から選ぶことになり、シャクのパワーで女の子にへんしんした坂ノ上おじゃる丸も出場し、会場は大こんらんになった。
木の日
月光町にある木の日。坂ノ上おじゃる丸が詠んだ和歌のせいで、月光町の中心に立っている町のシンボルのモミの木が元気をなくしてしまう。そこでトミーたちはモミの木を元気づけるため、きれいにかざりつけをしてあげることにする。
ひな祭り仮装パーティ
トミーの庭で開かれたひな祭り仮装パーティ。みんな思い思いの衣装を着て楽しんだ。
オカメデー
オカメ姫が、坂ノ上おじゃる丸のすきないり豆をもち月光町へやってきた。そしてその日を“オカメデー"（すきな人に手作りおやつをおくる日）にする。そのことがたちまち月光町中に広まりブームを巻き起こす。
「月光町の歌」をきめる大会
月光町の歌を決めるべく、「月光町の歌」をきめる大会が開かれた。
オバケからの贈り物の日
鼻の先がチクチクするような寒い冬の晩に、月光町のオバケからプレゼントが届く日。オバケが配達しているところを見た人はいないが、坂ノ上おじゃる丸は見てしまう。この日は、お店も早く閉まり、町民は早く帰宅する。届くものは、貝殻、猫の毛玉、枝の切れ端、みかんの皮、穴の開いた麦藁帽子など、ガラクタが多いが、ちゃんとピンクのリボンが巻かれている。
月光町うそつかなきゃいけないディ
月光町の町民が「びっくりするような面白いウソ」をつく日。「月光タワーは、実は100万階建て」（ケン）や、「ハワイで出会った王子様と結婚する」（うすいさちよ）「月光町の住民の半数は私が作ったからくり」（トミー）という具合。このとき、宇宙人の「星野一家」は、自分たちが宇宙人であることを月光町民にカミングアウトし「地球が欲しい」と言ったが、「うそつかなきゃいけないディ」であったため町民に信じてもらえず、「よくできたウソだなあ」「UFOまで用意するなんて手が込んでるなあ」と逆に誉められてしまった。クラス委員の「石清水健太郎」は生真面目すぎる性格ゆえ面白いウソをつくことができず、トミーに「君はもう『うそつかなきゃいけないディ』にウソをつかなくてもいいですよ」と半ばあきれ気味に言われてしまった。
月光町スーパー運動会
いろんなスポーツ競技をみんなで競う、4年に1度の月光町の祭り。開会式では聖火リレーがある。聖火リレーは本田先生→ちっちゃいものクラブ→石清水（アンカー）へとバトンされた。
月光町シルエットクイズ大会
スクリーンの後ろに月光町住人が立ち、それが誰のものかを当てるクイズ大会。
月光町まちがいさがしディ
月光町の中にある『間違い』を探すイベント。実行委員のトミーによって、月光町のあちこちに『間違い』が用意された。用意された『間違い』は登場順に
- 田村カズマの頭髪がぺったんこになっている
- うすいさちよのドレスのスカートがバレリーナのものになっている
- 公ちゃんの回し車をカメ・トメが回している
- マイクの髪の毛が3本（本来は1本）になっている
- オコリン坊が賽銭箱ではなく炊飯器を背負っている
- キスケの角が竹の子になっている
- 坂ノ上おじゃる丸のシャクが靴べらと入れ替わっている（これはおじゃる丸自身も分からなかった）

の7つ。
月光湯感謝の日
ピーターが経営する銭湯『月光湯』が半年に一度開催するイベント。『流れるお風呂』や『打たせ湯』などの趣向を凝らした仕掛けがある。しかしこれらを動かすのは全て人力で、ピーター一人では忙しすぎる為、ケンを1日だけアルバイトで雇った。この時、ケンは多忙でフラフラになったが『子鬼トリオ』に助けられた。
月光町スタンプラリー
月光町のあちこちに置かれたスタンプを町民達がスタンプ帳に押して町内を一周するイベント。「うすいさちよの部屋」や「冷徹斎が占いをしている場所」などにスタンプが置かれた。ゴールは「喫茶一服」だったが、「満願神社」にもスタンプが置かれていたため、スタンプを押そうとした参加者はみな「貧ちゃん」にやる気を吸い取られてゴールできなかった。
いい子にしてなきゃプレゼントもらえないデイ
赤と白の服を着たサン・タクロウが世界中のいい子へプレゼントを届ける年に一度のイベント。
秋まつり
ステージで出し物をするイベント

## 登場人物

### 主要キャラクターを担当する声優
ここでは公式サイト（NHKアニメワールド　おじゃる丸）「スタッフ＆キャスト」に掲載されているキャラクターのみを記す。
| 出演期間                   | おじゃる丸 | カズマ     | 電ボ       | アオベエ 田村マコト | キスケ       | アカネ | 田村富美男 〈トミー〉 | 田村愛         | エンマ大王 | オカメ姫 |
| -------------------------- | ---------- | ---------- | ---------- | ------------------- | ------------ | ------ | --------------------- | -------------- | ---------- | -------- |
| 第1シリーズ - 第3シリーズ  | 小西寛子   | 渕崎ゆり子 | 岩坪理江   | 一条和矢            | うえだゆうじ | 南央美 | 上田敏也              | こおろぎさとみ | 小村哲生   | 三石琴乃 |
| 第4シリーズ - 第7シリーズ  | 西村ちなみ | 渕崎ゆり子 | 岩坪理江   | 一条和矢            | うえだゆうじ | 南央美 | 上田敏也              | こおろぎさとみ | 小村哲生   | 三石琴乃 |
| 第8シリーズ - 第24シリーズ | 西村ちなみ | 渕崎ゆり子 | 佐藤なる美 | 一条和矢            | うえだゆうじ | 南央美 | 上田敏也              | こおろぎさとみ | 小村哲生   | 三石琴乃 |
| 第25シリーズ -             | 西村ちなみ | 渕崎ゆり子 | 佐藤なる美 | 一条和矢            | うえだゆうじ | 南央美 | 小柳基                | こおろぎさとみ | 小村哲生   | 三石琴乃 |

## スタッフ
| 原案、シリーズ構成 アドバイザー | 犬丸りん |
| キャラクターデザイン            | 渡辺はじめ（第1シリーズ - 第26シリーズ） 横田明美（第27シリーズ - ） |
| 総作画監督                      | 渡辺はじめ（第10シリーズSP・第14シリーズSP・第24シリーズSP） 横田明美（第26シリーズ - ） |
| 美術監督                        | 坂本信人（第1シリーズ - 第3シリーズ） 西川淳一郎（第4シリーズ - 第26シリーズ） 込山明日香（第27シリーズ - ） |
| 撮影監督                        | 枝光弘明（第1シリーズ - 第8シリーズ） 風村久生（第9シリーズ - 第21シリーズ） 星知良（第22シリーズ - ） |
| 音楽                            | 山本はるきち |
| 音響監督                        | たなかかずや |
| アニメーションプロデューサー    | 若菜章夫（第1シリーズ - 第15シリーズ） 河村義治（第16シリーズ - 第23シリーズ） 田中日出男（第24シリーズ - 第26シリーズ・第28シリーズ第16話 - ） 今野奏波（第27シリーズ） 黒田博亮（第28シリーズ第1話 - 第15話） |
| 制作                            | 木欒卓子（第11シリーズ前半） |
| 連載                            | Vジャンプ、ちゃお、てれびくん、めばえ、幼稚園、ぷっちぐみ、最強ジャンプ |
| プロデューサー                  | 松本寿子（第1シリーズ - 第7シリーズ前半） |
| 制作統括                        | 坂上浩子（第1シリーズ - 第2シリーズ・第5シリーズ - 第7シリーズ）、渡辺昭（第1シリーズ - 第2シリーズ） 平田豊子（第3シリーズ - 第4シリーズ）、吉國勲（第3シリーズ - 第4シリーズ・第18シリーズ・ 第23シリーズ後半 - 第26シリーズ前半） 富永慎一（第5シリーズ - 第11シリーズ前半）、松本寿子（第7シリーズ後半 - 第12シリーズ） 柏木敦子（第11シリーズ後半 - 第12シリーズ前半・第18シリーズ） 廣岡篤哉（第12シリーズ後半 - 第13シリーズ前半）、塩浦雅一（第12シリーズ後半 - 第13シリーズ）、斉藤健治（第13シリーズ後半 - 第14シリーズ） 伊藤大輔（第14シリーズ前半 - 第16シリーズ前半）、福田貴美子（第15シリーズ - 第16シリーズ前半） 八木雪子（第16シリーズ - 第17シリーズ）、中村高士（第16シリーズ - 第17シリーズ） 米村裕子（第19シリーズ - 第23シリーズ前半）、吉原聡（第19シリーズ） 坂田淳（第20シリーズ - 第21シリーズ） 野島恵里（第22シリーズ - 第23シリーズ・第26シリーズ後半） 加藤友梨（第24シリーズ - 第27シリーズ）、坂本朋彦（第27シリーズ） 吉野拓治（第28シリーズ - ）、角学（第28シリーズ - ） |
| 監督                            | 大地丙太郎 |
| デジタル色彩設計                | 横井正人（第1シリーズ - 第6シリーズ） 貝森優一（第5シリーズ第86話・第6シリーズ第88話・第7シリーズ - ） 山下貴拓（第5シリーズ第13話） |
| 編集                            | 和田至亮（第1シリーズ第1話 - 第3話）、関一彦（第1シリーズ第4話 - 第15話・第17話・第18話・第20話） 中川晶男（第1シリーズ第16話・第19話・第21話 - 第90話・第6シリーズ・第14シリーズ - 第22シリーズ）、内野寿乃（? - 第13シリーズ） 楫野允史（第23シリーズ - ） |
| 効果                            | 今野康之（第1シリーズ - 第5シリーズ） 倉橋静男（第6シリーズ - 第9シリーズ） 武藤晶子（第10シリーズ - ） |
| 録音                            | 立花康夫 |
| アニメーション制作担当          | 河村義治（第6シリーズ・第12シリーズ - 第15シリーズ）、土屋貴彦（第7シリーズ - 第11シリーズ） 水田賢治（第16シリーズ第1話 - 第40話）、工藤康平（第16シリーズ第41話 - 第68話）、田中伸治（第16シリーズ第43話 - 第20シリーズ第60話）、中村高士（第16シリーズ第49話 - ） 桝井遼太（第17シリーズ - 第18シリーズ） 村上佑佳（第19シリーズ後半 - 第20シリーズ） 小林龍平（第20シリーズ後半 - 第21シリーズ） 小倉直樹（第22シリーズ後半）、田中日出男（第22シリーズ第43話 - 第23シリーズ第60話） 佐藤美咲（第23シリーズ第6話 - 第24シリーズ第58話） 阿部海偉（第24シリーズ） 内山幹博（第25シリーズ第1話 - 第27シリーズ第18話）、今野奏波（第25シリーズ第3話 - ） 黒井稜（第27シリーズ第16話 - ）、加藤弘樹（第27シリーズ第24話 - 第60話） 江連萌（第28シリーズ第1話 - ） |
| アニメーション制作              | スタジオぎゃろっぷ→ぎゃろっぷ |
| 制作                            | NHKエンタープライズ21→NHKエンタープライズ |
| 制作・著作                      | NHK |

## 主題歌
オープニングテーマの時間は、約1分30秒であるが、エンディングテーマは、約1分である。第2シリーズ以降の一部シリーズのエンディングテーマは、声優陣が歌っており、本編で登場人物が口ずさんでいた歌がエンディング用にアレンジされて使用される場合も多い。第10シリーズ以降は過去シリーズに登場した人物やアイテムが小ネタとして登場することがある。第19シリーズ以降、声優陣がエンディングテーマを担当する場合、その声優が担当したキャラクターが主役となるエピソードをそのシリーズの最終話で放送する場合がある。
オープニングは放送開始時から第10シリーズ（第811話 - 第900話）まで変わっていなかったが、第11シリーズ - 第15シリーズ（第901話 - 第1348話）では10年目記念スペシャルのテーマ曲だった「夢人」に変更された。第16シリーズ（第1349話 - ）以降は再び初代のテーマソングである「詠人」に戻った。また、エンディングテーマはシリーズごとに変更されている。以前のシリーズの再放送をする場合は、多くは当時のエンディングテーマが流れる（例外あり）。
エンディングテーマの最後に、必ず全国の視聴者からの「おじゃる丸」のイラストが紹介された後、川上さん（キャラクター。おじゃる丸の登場人物一覧を参照）が走るアニメーションを流している。また、次年度から放送時間が変更になる場合は、新しい放送時間をテロップ表示する。

### オープニングテーマ
1. 「詠人」（第1シリーズ - 第10シリーズ・第16シリーズ - ）
作詞・作曲 - 大地土子  / 編曲 - 宮崎慎二 / 歌 - 北島三郎
初代（第1シリーズ - 第10シリーズ）：おじゃる丸が小鳥たちに運ばれた後、ウシの牛車に乗る。
2代目（第16シリーズ - ）：初代のアレンジ版。なお、初代に登場した冒頭のおじゃる丸が小鳥たちに運ばれるシーンは省略されている。第25シリーズ以降は冒頭部分のみ幕が挙がり、おじゃる丸が四股を踏んだ後、雲が流れていき、おじゃる丸を乗せながら動くというアニメーションに変更。第25シリーズでは25年目の節目ということもあり幕には漢数字の「二十五」が描かれていたが、第26シリーズ以降では数字が削除された。
※歌詞は1番ではなく2番が使われている。※TVサイズとフルサイズでは一部アレンジが異なる。
2. 「夢人」（第11シリーズ - 第15シリーズ）
作詞・作曲 - 大地土子 / 編曲 - 宮崎慎二 / 歌 - 北島三郎
おじゃる丸が牛車に乗る途中小鬼トリオが邪魔をするが、最後は夕日と共に仲良く歩く。

### エンディングテーマ
1. 「プリン賛歌」（第1シリーズ）
作詞 - 犬丸りん / 作曲・編曲 - 竹中敬一 / 歌 - SUS4
スタッフクレジットの横でおじゃる丸達がプリンを持って踊っている。サビの部分では、おじゃる丸以外のキャラクターたちが変わっている。続く第2シリーズも同じ映像を使用した。
※TVサイズとフルサイズではアレンジが若干異なる。
2. 「プリンでおじゃる」 （「プリン賛歌」のカバー。歌詞は2番が使われている）（第2シリーズ）
作詞 - 犬丸りん / 作曲 - 竹中敬一 / 編曲 - 山本はるきち / 歌 - 坂ノ上おじゃる丸（小西寛子）、田村カズマ（渕崎ゆり子）、電ボ三十郎（岩坪理江）
3. 「子鬼トリオのテーマ」（第3シリーズ）
作詞 - 大地丙太郎 / 作曲・編曲 - 山本はるきち / 歌 - アオベエ（一条和矢）、アカネ（南央美）、キスケ（うえだゆうじ）
子鬼トリオがおじゃる丸の前で踊り出し、後ろでおじゃる丸が子鬼トリオに怒ったり挑発したりする。
背景はシャボン玉の中に他の登場人物が描かれている。
最後に貧ちゃん以外のちっちゃいものクラブがポーズを決めて登場するが、上から降りてきた貧ちゃんにやる気を吸い取られてしまう。歌詞の一節は作中でも子鬼トリオが歌唱している。
4. 「恋をいたしましょう♪」（第4シリーズ）
作詞 - 大地丙太郎 / 作曲 - 山本はるきち、たなかかずや / 編曲 - 山本はるきち / 歌 - 電ボ三十郎
南の島で電ボ三十郎・一二三・電ボ子がハワイアンの格好でフラダンスを踊る。サビ以降は、電ボ三十郎とちっちゃいものクラブ全員とゴキ子が踊る。歌詞の一節は作中でも電ボが歌唱している。
歌詞の「うらり ふまいね おいひりや〜」の箇所は鼻歌のようなもので、フレーズに意味はない[27]。
5. 「あっちむいてホイでおじゃる」（第5シリーズ）
作詞 - 犬丸りん / 作曲・編曲 - 山本はるきち / 歌 - 坂ノ上おじゃる丸（西村ちなみ）、田村カズマ、電ボ三十郎、子鬼トリオ
田村カズマ、電ボ三十郎、子鬼トリオ、おじゃる丸という段階であっちむいてホイをやっている。おじゃる丸の段階のみ方向が回によってランダムに変わる。また「3回勝負でございます。」と電ボ三十郎のセリフが入る。
6. 「この町いつも〜貧ちゃんの歌〜」（第6シリーズ）
作詞 - 大地丙太郎、平見瞠 / 作曲・編曲 - 山本はるきち / 歌 - 貧ちゃん（齋藤彩夏）
貧ちゃんが月光町を巡っている映像。第5期第88話（第448話）「貧ちゃんのうた」（2002年12月4日初回放送分）で貧ちゃんが歌った曲が原曲。
※歌詞はシリーズ前半は1番、後半は2番が使われている。
7. 「われら月光町ちっちゃいものクラブ」（第7シリーズ）
作詞 - 犬丸りん、大地丙太郎 / 作曲・編曲 - 山本はるきち / 歌 - ちっちゃいものクラブ合唱団（坂ノ上おじゃる丸、カタピー（内藤玲）、亀田カメ&亀田トメ（こおろぎさとみ）、公ちゃん、電ボ三十郎、貧ちゃん）
おじゃる丸を除くちっちゃいものクラブたちが月光町を横断する。歌詞の一節は作中でもちっちゃいものクラブが歌唱している。
※映像にクレイアニメーションが併用されている。
8. 「月光町のうた」（第8シリーズ）
作詞 - 池田眞美子 / 作曲・編曲 - 山本はるきち / 歌 - 坂ノ上おじゃる丸、キスケ、月光町こども合唱団
キスケとおじゃる丸が丘の上で歌う。第3期第58話（第238話）「月光町ソング」（2000年10月18日初回放送分）でキスケとおじゃる丸が歌った曲が原曲。
※このシリーズから、NHKのクレジットがロゴから本作のクレジットフォントになり、
終了時の表記が以前までの「おわり 制作・著作/NHK」から「おわり/NHK」に変更され、第23シリーズまで使用された。
9. 「電ボのブンブン節」（第9シリーズ）
作詞 - 大地丙太郎 / 作曲・編曲 - 山本はるきち / 歌 - 電ボ三十郎（佐藤なる美）、坂ノ上おじゃる丸、田村カズマ
おじゃる丸たちが電ボの着ぐるみ姿で登場している。
10. 「さんきゅっきゅダンシング」（第10シリーズ）
作詞 - 桑原永江 / 作曲・編曲 - 宮崎慎二 / 歌 - NATSUMI
おじゃる丸達が作中で披露したコスプレを着て踊る。
11. 「ぼくらの世界」（第11シリーズ）
作詞・作曲 - MAKATO゜ / 編曲 - 宮崎慎二 / 歌 - 水町レイコ
おじゃる丸が、丘でタンポポの種を見つめている。途中、おじゃる丸が、月から降ってきて、カズマの手によって受け止められるという、第1期第2話（第2話）「月からおとうとふってきた」（1998年10月6日初回放送分）のワンシーンのような描写がある。　
※第11期第40話（第940話）「うすいと少女」（2008年5月23日初回放送分）のみ、エンディングの形態が通常と異なっている。
12. 「おじゃる丸狂騒曲」（第12シリーズ）
作詞 - 大地丙太郎 / 作曲 - オッフェンバック、ビゼー  /編曲 - 山本はるきち / 歌 - 森公美子
運動会で、おじゃる丸と子鬼トリオが競争している。息切れで、休憩所で一度休むが、再びゴールに向かって走り始める。ところが、川上さんが慌てて走ってきて誤ってゴールロープを突破してしまったため、ゴールするつもりが、川上さんがゴールする羽目になってしまった。
原曲は「地獄のオルフェ」と「闘牛士の歌」
13. 「かたつむり」（第13シリーズ）
作詞 - 秋元康 / 作曲 - 青野ゆかり / 編曲 - 野中“まさ”雄一 / 歌 - おぐまなみ
おじゃる丸が一人で散歩する。途中、何でもないただの小石を拾い、最後は迎えに来たカズマに渡す。
※第13期第90話（第1170話）「おじゃる里帰りする」では挿入歌としてフルバージョンが使用されたが、エンディングは通常通り放送された。
14. 「初恋は実らない」（第14シリーズ）
作詞 - 秋元康 / 作曲 - 板垣祐介 / 編曲 - 野中“まさ”雄一 / 歌 - おじゃる丸シスターズ
女装した大勢のおじゃる丸が曲に合わせて踊っている。一人だけタイミングが少し遅れている。最後は川上さんもその場で踊る。
※シリーズ前半の途中から、お便りの名前の欄の位置が変更された。また、シリーズ後半では服の色や背景の色が変わっていた。
15. 「マロのさんぽ」（第15シリーズ・第16シリーズ）
作詞 - 大地丙太郎、タカハシペチカ / 作曲 - タカハシペチカ / 編曲 - ショピン / 歌 - ショピン（第15シリーズ）、おじゃる丸・田村カズマ・電ボ三十郎（第16シリーズ）
おじゃる丸をリュックに乗せたカズマが歩いている。サビからはスキップに切り替わっている（第15シリーズ）。
※おじゃる丸・カズマ・電ボバージョンは15周年特番で初公開（映像は実写）。
スタッフクレジットの横でおじゃる丸達が踊る（第16シリーズ）。
※このシリーズ以降、イラスト枚数が2枚となった（再放送も含む）。
16. 「Da!Da!!Da!!!」（第17シリーズ）
作詞・作曲 - 加藤ひさし / 編曲・歌 - THE COLLECTORS
おじゃる丸達が穴から顔を出したり、激しいダンスをする。
※このシリーズから金曜日のイラスト紹介は宛先告知となる。
17. 「わからん」（第18シリーズ）[28]
作詞・作曲 - 浜野謙太 / 編曲・歌 - 在日ファンク
うすいさちよ、ケンさん、本田先生、石清水、オコリン坊が月光町の人々の仮装に困惑する。ケンさん、本田先生、石清水は曲の途中で仮装したため、うすいは独りぼっちになるが、仮装した月光町の人々と触れ合った後、うすい自身も仮装を披露する。
18. 「わたしの光」（第18シリーズSP） [29]
作詞・歌　- 麻衣 / 作曲・編曲 - 村松崇継
19. 「見果てぬ夢」（第19シリーズ）
作詞 - 大地丙太郎 / 作曲・編曲 - 山本はるきち / 歌 - おばけ屋敷館長（津田健次郎）、カンブツさん（竹本英史）、ケンさん（沼田祐介）、川上さん（森訓久）、星野（三瓶由布子）
黒いスーツを着た5人が月光町の人々とダンスをする。第19期第66話（第1617話）「見はてぬユメ」（2016年12月16日初回放送分）はこの曲を基にした話になっており、1番が挿入歌として使用され、エンディングは2番が使用された。
20. 「プリン賛歌 〜20th à la mode edition」（第20シリーズ） （「プリン賛歌」のカバー。映像は一新されている。）
作詞 - 犬丸りん / 作曲 - 竹中敬一 / 編曲 - 沖井礼二 / 歌 - TWEEDEES
おじゃる丸達がプリンを手に持って踊る。サビ以降はプリンが無数に現れる。
21. 「この道明日へ」（第21シリーズ）
作詞 - 大地丙太郎 / 作曲・編曲 - 鴨宮諒 / 歌 - ケンさん（沼田祐介）
ケンさんが道を歩く映像から始まり、ケンさんが過去に挑んだアルバイトやその店の店長達が登場している。
※第21期第60話（第1737話）「オレの妹がこんなにフラフラなわけがない」（2018年12月7日初回放送分）ではエピローグから流れており、直接エンディング映像へ移行する。最後の部分では、ケンさんの妹・さくらが登場している。
22. 「やだな～ いいな～」（第22シリーズ）
作詞 - 山田由香 / 作曲 - 大地丙太郎、山本はるきち / 編曲 - 山本はるきち / 歌 - エンマ大王（小村哲生）、貧ちゃん（齋藤彩夏）
エンマ大王がエンマ界で、貧ちゃんが月光町で歌っていると曲の終盤で両者が巡り合う。四季の場面では月光町の住民達が、最後の部分ではおじゃる丸及び子鬼トリオなどの鬼達が登場している。第21期第54話（第1731話）「エンマ 心の友」（2018年11月23日初回放送分）でエンマ大王と貧ちゃんが歌った歌が原曲。歌詞の一節は作中でもエンマ大王が歌唱している。
23. 「夢の夢」（第23シリーズ） 
作詞・作曲・編曲 - 横山剣 / 歌 - クレイジーケンバンド
月光タワー前の原っぱでおじゃる丸が居眠りしており、夢の中でカメ・トメ、猫の姿のカズマ・子鬼トリオ、ツッキーがやってくる。途中でおじゃる丸・カズマ・電ボが寝床に着くまでを描いたアニメーション[注釈 14]が流れ、終盤ではカズマの両親や月光町の人々とおじゃる丸の両親も踊りながら登場する。最後は寝ていたおじゃる丸が途中で起き、カズマと電ボが迎えに来る。
イラスト紹介と同時に「イイネ！」と横山剣の声が入る。
※第23期第60話（第1857話）「夢の夢はイイネでおじゃる」では挿入歌としてエピローグから流れており、直接エンディング映像へ移行する。また、エンディングの曲のイントロも通常と異なっている。
※このシリーズでは終了時のNHKのロゴが文字のみの表記に変更された（ただし、第23シリーズ後半の再放送は2020年3月までのロゴのまま。また、下記の第24シリーズでは使用されていない）。
※第25シリーズより開始した「港のアオベエ探偵物語」シリーズでは毎回最後に挿入歌として流れる。
24. 「おじゃフワバビュン」（第24シリーズ）[30]
作詞 - フワちゃん / 作曲・編曲 - 山本はるきち / 歌 - フワちゃん、チームおじゃる丸
フワちゃんが登場し、歌詞のとおりにエクササイズしながら、おじゃる丸を振り回す。冒頭と終盤には台詞があり、回によってランダムに変わる。前半と後半の第1話と最終回は後続番組『忍たま乱太郎』との連絡を取っている。クレジットのテキストのサイズがやや不統一になっており、第24シリーズ第7話（第1864話）「シャクしょくにん」からは効果音が入るようになった。
※このシリーズ以降、終了時の「おわり/NHK」の表示が廃止された。
25. 「いとをかし」（第25シリーズ）
作詞・作曲・編曲・歌 - 椎名林檎
おじゃる丸が木にもたれながら月を眺めており、月にはその日に放送された回のハイライトが流れる。歌詞字幕は楽曲の関係からか縦書きとなっており、スタッフクレジットのテキスト書体も通常と異なる。歌詞と映像は放送時の季節にあわせて4回変更している。
※第25シリーズ第59話（第1976話）「マロといっしょにまったりの、、、」（2022年12月6日初回放送分）ではUFOに乗った椎名が最後に登場する。
※第25シリーズ - 第27シリーズは、エピローグから曲が流れて直接エンディング映像へ移行する形態となっている。
26. 「千年トラベラー」（第26シリーズ）
作詞・作曲・編曲 - ケンモチヒデフミ / 歌 - 山崎育三郎
おじゃる丸とカズマが原っぱを歩いた後、様々なキャラクター達が登場する。退散屋、テンマなど前シリーズまでの新キャラクターが多く登場するが、星野セブンティーン・おじゃる源氏などの平安貴族達は本編より早い登場となった。
歌の山崎は第4シリーズまで星野役で出演していた。第26シリーズ第31話（第2008話）「星野セブンティーン」（2023年10月2日初回放送分）では星野セブンティーン役で22年振りに出演し、2代目星野役の三瓶由布子と共演を果たす。なお、曲中には星野のイメージ劇伴も使用されている[31]。
27. 「丸」（第27シリーズ）
作詞・作曲 - 橋口洋平 / 編曲 - 渡辺剛 / 歌 - 工藤静香
28. 「Go!でおじゃる」（第28シリーズ）
作詞 - KOMU / 作曲・編曲 - 加藤裕介 / 歌 - 郷ひろみ

### 挿入歌
1. 「愛ちゃんとマコトさん」
作詞 - 大地丙太郎 / 作曲・編曲 - 山本はるきち / 歌 - 田村愛（こおろぎさとみ）、田村マコト（一条和矢）
※『おじゃる丸・サウンドトラック大全集』に収録されている。
2. 「月光町のうた」（第3シリーズ第58話（第238話）「月光町ソング」）
作詞 - 池田眞美子 / 作曲・編曲 - 山本はるきち / 歌 - 坂ノ上おじゃる丸、キスケ、月光町こども合唱団
3. 「今日こそシャクをいただくぜ」（第7シリーズ第17話（第557話）「ザシャクカエセーズ」）
作詞 - 伊丹あき / 作曲・編曲 - 山本はるきち / 歌 - 子鬼トリオ、オコリン坊（うえだゆうじ）、ニコリン坊（南央美）
※『おじゃる丸・サウンドトラック大全集』に収録されている。
4. 「ツッキーのうた」（第8シリーズ第46話（第676話）「ツッキーのうた」）
作詞 - 伊丹あき / 作曲・編曲 - 山本はるきち / 歌：田村カズマ（渕崎ゆり子）
※『おじゃる丸・サウンドトラック大全集』に収録されている。
5. 「私、サビレてます」（第9シリーズ第39話（第759話）「さびれ」）
作詞 - 平見瞠 / 作曲・編曲 - 山本はるきち / 歌 - 北島サビレー（貧ちゃん）
※『おじゃる丸・サウンドトラック大全集』に収録されている。

## 特別番組
- 2000年1月1日 しあわせの青いせなか
  - オープニングテーマ『詠人』
  - エンディングテーマ『まったり音頭』（1999年夏期の再放送にも使用。）
作詞・作曲 - 大地土子 / 編曲 - 宮崎慎二 / 歌 - 坂ノ上おじゃる丸、田村カズマ、電ボ三十郎
- 2007年5月3日 満月ロード危機一髪〜タマにはマロも大冒険〜（10年目記念スペシャル）
  - エンディングテーマ『夢人』
- 2012年3月20日 銀河がマロを呼んでいる〜ふたりのねがい星〜（15年目記念スペシャル）
  - エンディングテーマ『ある車掌』
作詞・作曲・編曲・歌 - 星野源
- 2015年8月14日 わすれた森のヒナタ（戦後70年記念スペシャル）
  - エンディングテーマ『わたしの光』
作詞・歌 - 麻衣 / 作曲・編曲 - 村松崇継
- 2022年3月30日 ヘイアンチョウ鬼神決戦（25年目記念スペシャル）
- 2024年10月19日 ヘイアンチョウまったりホリデイ（おじゃる丸×光る君へ コラボスペシャル）
  - エンディングテーマ『詠人』

## 他メディア展開

### 漫画
原案の犬丸りんによるコミック版がNHK出版より刊行されている。また、一時期小学館の少女漫画雑誌「ちゃお」にコミカライズ（4コマ漫画）が連載されていたことや、井原裕士による劇場版のコミカライズが刊行されたこともある。これ以外に、ソフトバンクパブリッシングからも単行本が6巻まで発売されており、その他、集英社の最強ジャンプでも漫画化された（作画：江尻立真）。

### 映画
『映画おじゃる丸 約束の夏 おじゃるとせみら』
2000年7月15日公開。以後数年間に渡り、毎年7月の海の日にテレビで放映された。

### ゲーム
おじゃる丸
1999年にバンダイから発売されたキッズコンピュータ・ピコ用ソフト。
おじゃる丸 〜満願神社の縁日でおじゃる!〜
2000年6月30日にエム・ティー・オーから発売されたゲームボーイ用ソフト。
おじゃる丸 〜月夜が池のたからもの〜
2000年7月14日にサクセスから発売されたゲームボーイ用ソフト。
おじゃる丸 月光町 散歩でおじゃる
2003年9月5日にエム・ティー・オーから発売されたゲームボーイアドバンス用ソフト。
おじゃる丸DS おじゃるとおけいこ あいうえお
2007年12月20日にディースリー・パブリッシャーから発売されたニンテンドーDS用ソフト。
おじゃる丸 パソコンやろうよ! マウスでジグソーパズル
ドラスから発売されたパソコン用ジグソーパズルソフト。発売時期未詳。対応OSはWindows 95/98/Me。
タイピング おじゃる丸
2001年にNECインターチャネルから発売されたパソコン用タイピング練習ソフト。対応OSは95/98/Me/XP。
おじゃる丸 かずあそび
2002年にイーフロンティアから発売されたパソコン用幼児教育学習支援ソフト。対象年齢は4歳から6歳。対応OSはWindows 98/98SE/2000/Me/XP、Mac OS 8.6日本語版/Mac OS X 10.2.1 Classic。
おじゃる丸 もじあそび
2002年にイーフロンティアから発売されたパソコン用幼児教育学習支援ソフト。対象年齢は4歳から6歳。対応OSはWindows 98/98SE/2000/Me/XP、Mac OS 8.6日本語版/Mac OS X 10.2.2 Classic。

### 舞台
劇団飛行船で舞台化されたことがある。キャラクターを演じる際、アニメ版での声優陣が着ぐるみの中に入った。

### タイアップ
- まれに、マクドナルドの子供向け玩具プレゼントサービス「ハッピーセット」で、おじゃる丸のハッピーセット用グッズが登場する。
- エプソンで、期間限定でおじゃる丸のフレームなどのコンテンツを用意された。
- サントリーの炭酸飲料水『C.C.レモン』に、おじゃる丸のキャラクター（おじゃる丸やオカメ姫がレモンを持っていたり、ツッキーの体がレモンになったりしている）を使用した景品が付けられたことがある。

### VHS
VHSは日本クラウンより、1998年12月16日から2003年8月22日にかけて発売された。
| 巻数                                     | 発売日                         | 収録話                         |
| 第1シリーズ（1998年 - 1999年）           | 第1シリーズ（1998年 - 1999年） | 第1シリーズ（1998年 - 1999年） |
| ---------------------------------------- | ------------------------------ | ------------------------------ |
| 第1巻 マロがおじゃる丸でおじゃる         | 1998年12月16日                 | 第1話 - 第6話                  |
| 第2巻 マロのエボシは宝ばこ               | 1998年12月16日                 | 第7話 - 第12話                 |
| 第3巻 小町ちゃんにメロリンコ             | 1998年12月16日                 | 第13話 - 第18話                |
| 第4巻 オカメ姫がやってきた               | 1998年12月16日                 | 第19話 - 第24話                |
| 第5巻 バレリーナになりたいでおじゃる     | 1998年12月16日                 | 第25話 - 第30話                |
| 第6巻 走れ!マスター                      | 1999年2月24日                  | 第31話 - 第36話                |
| 第7巻 双子犬の人間散歩                   | 1999年2月24日                  | 第37話 - 第42話                |
| 第8巻 最高のお届けもの                   | 1999年2月24日                  | 第43話 - 第48話                |
| 第9巻 並べばよいことあるでおじゃる       | 1999年2月24日                  | 第49話 - 第54話                |
| 第10巻 マリーやしきのたからもの          | 1999年2月24日                  | 第55話 - 第60話                |
| 第11巻 泣いた貧乏神                      | 1999年4月21日                  | 第61話 - 第66話                |
| 第12巻 電ボ対電キ                        | 1999年4月21日                  | 第67話 - 第72話                |
| 第13巻 ママ、ママをさぼる                | 1999年4月21日                  | 第73話 - 第78話                |
| 第14巻 牛、鹿になる                      | 1999年4月21日                  | 第79話 - 第84話                |
| 第15巻 うどん屋さんとおさななじみ        | 1999年4月21日                  | 第85話 - 第90話                |
| 第2シリーズ（1999年）                    |                                |                                |
| 第1巻 シャク、ムッとする                 | 1999年7月23日                  | 第91話 - 第96話                |
| 第2巻 アカネへのラブレター               | 1999年7月23日                  | 第97話 - 第102話               |
| 第3巻 オノコだけのおるすばん             | 1999年7月23日                  | 第103話 - 第108話              |
| 第4巻 びんぼう神の洋服だんす             | 1999年7月23日                  | 第109話 - 第114話              |
| 第5巻 トミーの思い出                     | 1999年7月23日                  | 第115話 - 第120話              |
| 第6巻 おじゃる、海へゆく                 | 1999年10月21日                 | 第121話 - 第126話              |
| 第7巻 月光町に星よ降れ                   | 1999年10月21日                 | 第127話 - 第132話              |
| 第8巻 ママ、料理をきわめる               | 1999年10月21日                 | 第133話 - 第138話              |
| 第9巻 うすいさんとカンブツさん           | 1999年10月21日                 | 第139話 - 第144話              |
| 第10巻 うすいさん、ヒロインになる        | 1999年10月21日                 | 第145話 - 第150話              |
| 第11巻 雨の日すごろく                    | 1999年12月1日                  | 第151話 - 第156話              |
| 第12巻 ちっちゃいものクラブ新聞          | 1999年12月1日                  | 第157話 - 第162話              |
| 第13巻 音あそび                          | 1999年12月1日                  | 第163話 - 第168話              |
| 第14巻 牛、来る                          | 1999年12月1日                  | 第169話 - 第174話              |
| 第15巻 手まわしずし                      | 1999年12月1日                  | 第175話 - 第180話              |
| 第3シリーズ（2000年）                    |                                |                                |
| 第1巻 気さくじゃのラジオ                 | 2000年6月21日                  | 第181話 - 第186話              |
| 第2巻 マリーさんと下宿人                 | 2000年6月21日                  | 第187話 - 第192話              |
| 第3巻 カメトメ、本気のお礼               | 2000年6月21日                  | 第193話 - 第198話              |
| 第4巻 おじゃる、ウックンをもてなす       | 2000年8月23日                  | 第199話 - 第204話              |
| 第5巻 おじゃまろくん                     | 2000年8月23日                  | 第205話 - 第210話              |
| 第6巻 スクープ対電ボ                     | 2000年8月23日                  | 第211話 - 第216話              |
| 第7巻 雨の日でんごん                     | 2000年10月25日                 | 第217話 - 第222話              |
| 第8巻 リュックこわれる                   | 2000年10月25日                 | 第223話 - 第228話              |
| 第9巻 スクープ対子オニ                   | 2000年10月25日                 | 第229話 - 第234話              |
| 第10巻 ちっちゃいものの穴                | 2000年12月16日                 | 第235話 - 第240話              |
| 第11巻 ホメがたりない                    | 2000年12月16日                 | 第241話 - 第246話              |
| 第12巻 アカネ、ロンドンへ                | 2000年12月16日                 | 第247話 - 第252話              |
| 第13巻 おじゃる、親を忘れる              | 2001年2月21日                  | 第253話 - 第258話              |
| 第14巻 ワラシちゃんの家                  | 2001年2月21日                  | 第259話 - 第264話              |
| 第15巻 おじゃる、ちこくする              | 2001年2月21日                  | 第265話 - 第270話              |
| 第4シリーズ（2001年）                    |                                |                                |
| 第1巻 新おじゃる丸                       | 2001年8月3日                   | 第271話 - 第276話              |
| 第2巻 くらぶもりあがる                   | 2001年8月3日                   | 第277話 - 第282話              |
| 第3巻 電ボたんてい、冷徹斎を追え         | 2001年8月3日                   | 第283話 - 第288話              |
| 第4巻 おモモ丸                           | 2001年10月5日                  | 第289話 - 第294話              |
| 第5巻 子鬼、看病する                     | 2001年10月5日                  | 第295話 - 第300話              |
| 第6巻 うすいさん、うれっこになる         | 2001年10月5日                  | 第301話 - 第306話              |
| 第7巻 パパ、実家へ帰る                   | 2001年12月7日                  | 第307話 - 第312話              |
| 第8巻 小さいのにえらいおじゃる丸         | 2001年12月7日                  | 第313話 - 第318話              |
| 第9巻 電ボ子                             | 2001年12月7日                  | 第319話 - 第324話              |
| 第10巻 カメトメ、スカウトされる          | 2002年2月8日                   | 第325話 - 第330話              |
| 第11巻 ビバ!月光町女の子クラブ           | 2002年2月8日                   | 第331話 - 第336話              |
| 第12巻 金ちゃん家でキャンプ              | 2002年2月8日                   | 第337話 - 第342話              |
| 第13巻 消えたおじゃる                    | 2002年4月5日                   | 第343話 - 第348話              |
| 第14巻 うすいさんのティーバッグ          | 2002年4月5日                   | 第349話 - 第354話              |
| 第15巻 おじゃる様                        | 2002年4月5日                   | 第355話 - 第360話              |
| 第5シリーズ（2002年）                    |                                |                                |
| 第1巻 今日のところはひきあげなかった子鬼 | 2002年10月25日                 | 第361話 - 第366話              |
| 第2巻 シャクを取り返す道                 | 2002年10月25日                 | 第367話 - 第372話              |
| 第3巻 石清水くん、だらける               | 2002年10月25日                 | 第373話 - 第378話              |
| 第4巻 おじゃる、おじゃるをやめる         | 2002年12月27日                 | 第379話 - 第384話              |
| 第5巻 おじゃる、子鬼にみはなされる       | 2002年12月27日                 | 第385話 - 第390話              |
| 第6巻 おじゃる、かけもちをする           | 2002年12月27日                 | 第391話 - 第396話              |
| 第7巻 おじゃる、ウッくんを泊める         | 2003年2月21日                  | 第397話 - 第402話              |
| 第8巻 前田ふたたび                       | 2003年2月21日                  | 第403話 - 第408話              |
| 第9巻 台風マリリン                       | 2003年2月21日                  | 第409話 - 第414話              |
| 第10巻 また根津?                         | 2003年7月25日                  | 第415話 - 第420話              |
| 第11巻 カタピーとフランソワ              | 2003年7月25日                  | 第421話 - 第426話              |
| 第12巻 おどり星の来る夜                  | 2003年7月25日                  | 第427話 - 第432話              |
| 第13巻 あきらめたオコニコ                | 2003年8月22日                  | 第433話 - 第438話              |
| 第14巻 愛ちゃん、ジャムにはまる          | 2003年8月22日                  | 第439話 - 第444話              |
| 第15巻 かなえの願い                      | 2003年8月22日                  | 第445話 - 第450話              |

### コミックでわかる著作権
2005年、子供向けの著作権学習教材として、日本著作権センターから「コミックでわかる著作権 おじゃる丸 ヘイアンチョウみやびなお子様学芸大会」が発行された。無料。
ストーリー
「ヘイアンチョウ」の由緒正しき行事である「ヘイアンチョウみやびなお子様学芸大会」。その展示資料である絵画、自由研究、日記の提出期限が翌日に迫っていることを電ボを通じて赤紫式部から知らされたおじゃる丸は、「3カ月前から言われていたのにすっかり忘れていた」と焦る。「サボったらヘイアンチョウに帰ってくるように」と釘を刺されていたので早速課題に取り組む。
最初は絵画を仕上げることに。赤紫式部の絵を描いてはみたものの、下手すぎたため捨ててしまう。あらゆる人に代わりに絵を描いてもらうことを思いついたおじゃる丸。愛ちゃんやうすいさちよらに描いてもらうもひどい出来栄え続きだったが、ニコリン坊に描いてもらったものは非常に丁寧だった。しかし、おじゃる丸は、ニコリン坊が描いた絵をあたかも自分が描いたかのようにしてしまう。
次に自由研究へ取り掛かるおじゃる丸。テレビではちょうど、料理番組で「美味しいプリンの作り方」をレクチャーしていたので、それをビデオテープに録画し、「料理の先生に頼み込んで撮影させてもらった」ことにしてしまった。
そして極めつけの日記へ突入したところへ、子鬼トリオが殴りこんできた。カズマが「君たちのブログを楽しく読ませてもらってるよ」と子鬼トリオに言ったことで、ブログのことが気になったおじゃる丸。カズマと一緒にそのブログをチェックすることに。その内容を「天晴れじゃ!」と評し、子鬼トリオを喜ばせつつ退散させた後、彼はそのブログをあたかも「自分がこの3カ月の間にやったことを記した日記」ということにして勝手に作り変えてしまった。
そしてそれらを持参してヘイアンチョウへと向かうおじゃる丸。しかし、赤紫式部によるチェックと子鬼トリオが殴りこんだことでそれらの捏造が全てバレてしまい慌てふためく。赤紫式部は彼に「著作権」のことを教えると、おじゃる丸はうなだれ、自分の無知の多さを思い知らされる。
その時、自身が描いた赤紫式部の絵を彼女に見られたおじゃる丸は、「それは失敗作だ」と説明した。しかし、赤紫式部は「この絵はおじゃる丸様ご自身がお書きになった作品なので、私はとっても嬉しいですよ」と言ってくれた。こうして「ヘイアンチョウみやびなお子様学芸大会」にはその絵を出展することとなり、おじゃる丸は両親から「立派に描けたね」と褒められるのだった。
なお、アニメ版の著作権学習教材として上記の漫画とは異なるストーリーの「おじゃる丸 チョサクケンと3つの約束」も制作されている。

### テレビドラマ
第19シリーズに放送された『おじゃる17』を原案としたスペシャルドラマ『おじゃる丸スペシャル アニメじゃないでおじゃる?』が2017年11月3日（金） 18:00 - 18:10に放送された。

#### 出演
おじゃる丸
演 - ゆうたろう
おじゃる丸そっくりの記憶喪失の青年。プリンを食べると満面の笑みを浮かべ消滅する。
- KIDあばれる　演 - あばれる君

おじゃる丸の杓を狙うラッパー。ビットワールドとのコラボキャラクター。
- 田牧そら
- 五味優人
- 村山光次郎

おじゃる丸に出会った3人組の子供達。おじゃる丸のことはアニメで知っている。
- 島村紀子
- 小池美由
- 宮城マリオ

#### スタッフ
- 原案 - 犬丸りん
- 脚本 - 加藤還一
- 音楽 - 福岡ユタカ

## その他
- 監督の大地によると、本作の舞台である月光町は埼玉県所沢市をモデルとしているといい[34]、世界観やストーリーは赤塚不二夫作品を意識しているという[35]。
- 非常に個性的なキャラクターが多数登場するが、不定期で出てくるキャラクターが多いので、2役以上をこなしている声優が多い。
- 1999年には第3回文化庁メディア芸術祭アニメーション部門優秀賞を受賞している[36]。
- キャラクターの線は、第3シリーズ（第181話 - 第270話）まで太い線で描かれていたが、第4シリーズ（第271話 - 第360話）からは細く、少し薄い線で描かれるようになったため、雰囲気が少し変わった。
- 「まったり」という言葉が「のんびり、ゆったり」という意味合いで盛んに用いられるようになるきっかけは、この作品であった。
- 第13シリーズ第85話（第1165話）「おやすみの日の公ちゃん」は人の言葉を話さないハムスターの公ちゃんがメインの話で、キャストはタイトルコールを行うおじゃる丸役の西村ちなみ1人だけであった。
- アニメ本編のDVDは第1シリーズ - 第5シリーズ（現在は廃盤）、第6シリーズ - 第10シリーズの傑作選、第17シリーズのスペシャル週（第13シリーズ - 第16シリーズの傑作特典付き）が販売されている。映画とスペシャルはほぼ全てDVDが販売されている（第11シリーズ - 第12シリーズは収録されていない）。2018年に20周年記念としておじゃる丸セレクション（第1シリーズ - 第19シリーズ〈第11シリーズ - 第12シリーズも含まれている〉）が視聴可能。
- アニメは、アメリカ・中国・香港・台湾・イタリア・スペイン・インド・中東・タイ・フィリピンでも放映されている。アメリカ版は『PRINCE MACKAROO』中国版は『邪留丸』、台湾版は『丸少爺』、香港版は『反斗小王子』、イタリア版は『Mack, ma che principe sei?』、スペイン版は『El príncipe Mackaroo』、フィリピン版は『Prince Mackaroo』、中東版は『فارس الحكايا』タイ版は『โอจารุมารุ』という名前である。
- 2012年8月5日には、放送開始15周年を記念して、本番組の特別番組「おじゃる丸でおじゃる!放送開始15年」を放送した。
- 2018年、小西寛子は初代おじゃる丸役を降板した経緯を自身のサイトで記述した。本件以降、小西が担当していた第1シリーズ - 第3シリーズが紹介されることは控えられている。
- 公家言葉というイメージのある「おじゃる」であるが、実際の平安時代にはこのような言い回しはなく、室町時代後期から江戸時代初期にかけての京都において、庶民を含めたあらゆる人々が使っていた言葉である。「来る」「行く」「居る」の敬語であった「おいである」が「おりある」、「おりゃる」を経て「おじゃる」へと転じた。
- 2022年3月に番組開始25周年を記念して特別番組『おじゃる丸25年スペシャル』を放送した。当初は同月28日9時から放送する予定だったが、兵庫県西宮市で開催されていた第94回選抜高等学校野球大会が前日（同月27日）に悪天候が予想されたため、翌日に順延した上、その試合の放送予定だった総合テレビが国会中継（第208回国会・参議院決算委員会 令和2年度決算全般質疑[37]）を組んだ関係でEテレの放送に変更された影響により、特別番組の放送日時も変更となり、同月30日（29日深夜）3:07から放送された[38][39]。
- 2024年1月7日開始の大河ドラマ『光る君へ』の舞台が本作と同じ平安時代のため、2023年12月よりコラボを開始。2024年3月より8分間のミニ番組「平安ツアーでおじゃる」を8回に分けて放送し、おじゃる丸が紫式部ゆかりの地を訪れた。同ドラマには、本作にレギュラー出演している三石琴乃、種崎敦美（声のみ）、西村ちなみがゲスト出演しており、西村が登場した第34回の放送後、公式サイトにて西村がおじゃる丸の声で『源氏物語』の「空蝉」を読む動画が公開された[40]。10月19日には『光る君へ』に出演している俳優陣の一部がドラマの登場人物として本作に登場するコラボ特番「ヘイアンチョウまったりホリデイ」が放送された[41][42]。それに先駆ける形で清少納言役のファーストサマーウイカが第27シリーズ第19話（第2056話）「愛ちゃん悪役令嬢に転生する」（2024年5月13日初回放送分）にゲスト出演している。
- 2024年4月1日放送の『グレーテルのかまど』にて、おじゃる丸のプリンを作った。監督の大地丙太郎とおじゃる丸役の声優西村ちなみがVTRに出演し、過去の放送回でプリンに関連するエピソードを紹介した。なお同番組ではおじゃる丸が現代に来た経緯が紹介されたが、放送された映像はリメイクシーンなどに差し替えられ、初代おじゃる丸役の小西寛子が担当していた初期の回は場面画像のみで音声は流れなかった。